# British Rail

Logo

British Rail (BR), bis 1965 British Railways, war die staatliche Eisenbahngesellschaft des Vereinigten Königreichs in den Landesteilen England, Schottland und Wales. In Nordirland operiert die staatliche Northern Ireland Railways. British Rail entstand 1948 bei der Verstaatlichung der vier großen privaten Eisenbahngesellschaften des Landes, den sogenannten Big Four, und wurde zwischen 1994 und 1997 schrittweise privatisiert und aufgelöst.
Die Schieneninfrastruktur ging an Railtrack (später Network Rail) über, der Personenverkehr an die in der Rail Delivery Group zusammengeschlossenen und unter dem gemeinsamen Markennamen National Rail auftretenden Bahnbetriebsgesellschaften, der Güterverkehr an EWS und Freightliner.
Drei Entwicklungen waren für British Rail prägend: Die Dampflokomotiven wurden vollständig durch Diesel- und Elektrolokomotiven ersetzt, der Personenverkehr löste den Güterverkehr als wichtigsten Betriebszweig ab und das Streckennetz wurde drastisch verkleinert.

## Geschichte

### Situation vor 1948
Das Eisenbahnnetz Großbritanniens entstand während des 19. Jahrhunderts und wurde von Dutzenden von privaten Gesellschaften betrieben. 1923 wurden sie zu vier großen Gesellschaften zusammengefasst, die jeweils in bestimmten geographischen Regionen Großbritanniens für den Eisenbahnverkehr zuständig und verantwortlich waren. Diese Unternehmen waren die Great Western Railway (GWR), die London, Midland and Scottish Railway (LMS), die London and North Eastern Railway (LNER) und die Southern Railway (SR).
Während des Zweiten Weltkriegs stellte der Staat die vier Gesellschaften, die auch als Big Four („die großen Vier“) bezeichnet wurden, unter seine Aufsicht. Streckenabschnitte und Anlagen waren durch Kriegseinwirkung zerstört oder wegen der starken Inanspruchnahme verschlissen. Dadurch gerieten die Gesellschaften in eine finanzielle Krise.

### Verstaatlichung (1948)
Die Labour-Regierung von Clement Attlee schuf mit dem Transport Act 1947 die gesetzliche Grundlage für die Verstaatlichung des Eisenbahnnetzes. Am 1. Januar 1948 wurde die neue staatliche Gesellschaft British Railways gebildet, welche die Eisenbahnabteilung der British Transport Commission (BTC) bildete.
Eine kleine Zahl von Neben- und Industriebahnen, die nur einen Bruchteil des Streckennetzes umfassten, blieb unabhängig. Ebenfalls nicht Bestandteil von British Railways waren die London Underground und die Glasgow Subway (beide waren bereits öffentlich-rechtliche Unternehmen), die Liverpool Overhead Railway und die Straßenbahnen. Die Strecken des Northern Counties Committee, die zuvor im Besitz der LMS gewesen waren, wurden an die Regierung Nordirlands verkauft und 1949 in die Ulster Transport Authority integriert.
Die neue Gesellschaft wurde in sechs Verwaltungsregionen aufgeteilt, deren Grenzen sich weitgehend an den Streckennetzen der Big Four orientierten und bis in die 1980er Jahre die Basis der Unternehmensstruktur von British Rail bildeten:
- Eastern Region (ER) – die südlichen LNER-Strecken
- North Eastern Region (NER) – die nördlichen LNER-Strecken in England und alle LMS-Strecken östlich von Skipton
- London Midland Region (LMR) – die LMS-Strecken in England und Wales und die meisten LNER-Strecken westlich von Skipton
- Scottish Region (ScR) – die LMS- und LNER-Strecken in Schottland
- Southern Region (SR) – das gesamte Streckennetz der SR
- Western Region (WR) – das gesamte Netz der GWR

### Die ersten Jahre (1948–1955)
Nach der erfolgten Verstaatlichung lag die Priorität bei der Beseitigung der Kriegsschäden und dem Aufholen des Rückstands bei den Wartungsarbeiten. Einige Investitionsvorhaben der Vorkriegszeit, die nach Kriegsausbruch zurückgestellt worden waren, wurden nun ausgeführt (Elektrifizierung einzelner Vorortsstrecken). Die neuen BR-Regionen behielten trotz teilweiser Zentralisierung einen großen Grad an Selbständigkeit.
Neu gebaute Lokomotiven und Wagen entsprachen weitgehend den Vorkriegsbauarten der Vorgängergesellschaften. Es bestanden auch bedeutende Unterschiede bei technischen und betrieblichen Standards. Das BR-Streckennetz wurde fast ausschließlich von Zügen mit Dampflokomotiven befahren, die allgemein in einem schlechten Zustand waren. Lediglich die Southern Region mit ihrem ausgedehnten elektrifizierten Vorortsnetz im Süden von London verfügte über eine bedeutende Anzahl von nicht dampfbespannten Zugeinheiten.
BR gab 1951 neue Standardbaureihen von Dampflokomotiven in Auftrag, zusammen mit neuen standardisierten Personenwagen des Typs Mark 1 und Güterwagen. Die Produktion der verschiedenen Vorkriegsbauarten wurde eingestellt. Gleichzeitig wurden Anstrengungen unternommen, wo immer möglich technische Normen und betriebliche Regelungen zu vereinheitlichen.
Für eine grundlegende Modernisierung fehlten die Geldmittel. Zu Beginn der 1950er Jahre erwirtschaftete BR einen kleinen Gewinn. Bei der Umstellung auf Diesel- oder Elektroloks fiel Großbritannien jedoch weit hinter die übrigen Länder Europas zurück. Die Labour-Regierung zögerte diesen Schritt sogar bewusst hinaus. Die Nachfrage nach Kohle wäre stark gesunken, was wiederum hohe Arbeitslosigkeit bei den Bergleuten zur Folge gehabt hätte. Die ausufernde Bürokratie des BTC und von British Railways verlangsamte den Fortschritt zusätzlich.

### Modernisierungsplan (1955–1963)
Der 1955 von der BTC erarbeitete Modernisierungsplan sah Investitionen im Wert von 1240 Millionen Pfund (Wert 2005: ca. 10 Milliarden) über einen Zeitraum von 15 Jahren vor. Mit einem Bündel von Maßnahmen sollten die durchschnittliche Geschwindigkeit, die Zuverlässigkeit, die Sicherheit und die Streckenkapazitäten erhöht werden. Ziel war es, beim Personen- und Güterverkehr verlorene Marktanteile vom Straßentransport zurückzugewinnen.
Es gab drei Schwerpunkte:
- Elektrifizierung der Hauptstrecken sowie von Vorortstrecken in der Eastern Region, in Kent, um Birmingham und in Zentral-Schottland
- Beschaffung von neuen Diesel- und Elektrolokomotiven in großem Stil, um die Dampflokomotiven weitgehend ersetzen zu können
- Neue Reisezug- und Güterwagen
- Erneuerung von Gleis- und Signalanlagen

Der Modernisierungsplan berücksichtigte jedoch nicht die Auswirkungen der Massenmotorisierung auf die traditionelle Rolle der Eisenbahnen. Es wurde vielmehr versucht, trotz aller wirtschaftlichen und gesellschaftlichen Veränderungen die umfassende Bedeutung der Eisenbahn in der viktorianischen Zeit in die moderne Ära hinüberzuretten. Trotz der immensen Kosten konnte die angestrebte Renaissance der Eisenbahn nicht herbeigeführt werden.
Beispielsweise investierte man viel Geld in Rangierbahnhöfe, obwohl der Güterverkehr auf der Schiene stark zurückging und sich immer mehr auf die Straße verlagerte. Zahlreiche eben erst errichtete Anlagen wurden mangels Nachfrage bereits nach wenigen Jahren wieder stillgelegt. Der Güterverkehr ging auch deshalb zurück, weil BR von der gesetzlich vorgeschriebenen Aufgabe entbunden wurde, bei jedem einzelnen Bahnhof Einrichtungen für den Güterverkehr betreiben zu müssen.
Das Programm zur Ablösung des Dampfbetriebs war überhastet ausgearbeitet worden. Neue Bauarten von Diesellokomotiven wurden in Serie gebaut und in Dienst gestellt, ohne die Prototypen vorher ausreichend erprobt zu haben. Dies führte zu einem finanziellen Fiasko: Mehrere Baureihen erwiesen sich als derart unzuverlässig, dass sie bereits nach wenigen Monaten wieder ausgemustert werden mussten. Mit dem Modernisierungsplan war derart viel Geld verschwendet worden, dass die HM Treasury in den folgenden Jahrzehnten an den Fähigkeiten von BR, langfristig zu planen, zweifelte und nur noch sehr zurückhaltend finanzielle Mittel zur Verfügung stellte.
Von 1950 bis 1962 wurden unrentable Nebenlinien mit einer Gesamtlänge von 4997 Kilometern stillgelegt. Mit dem Transport Act 1962 wurde die BTC, die unter ihrem Dach alle staatlichen Transportaktivitäten Großbritanniens vereint hatte, aufgelöst. Im Bereich des Eisenbahnwesens trat am 1. Januar 1963 der British Railways Board (BRB) an ihre Stelle.

### Beeching-Axt und Ende der Dampflokära (1963–1969)

Bei einer vollständigen Umsetzung des Beeching-Plans wären nur die schwarz markierten Strecken übriggeblieben

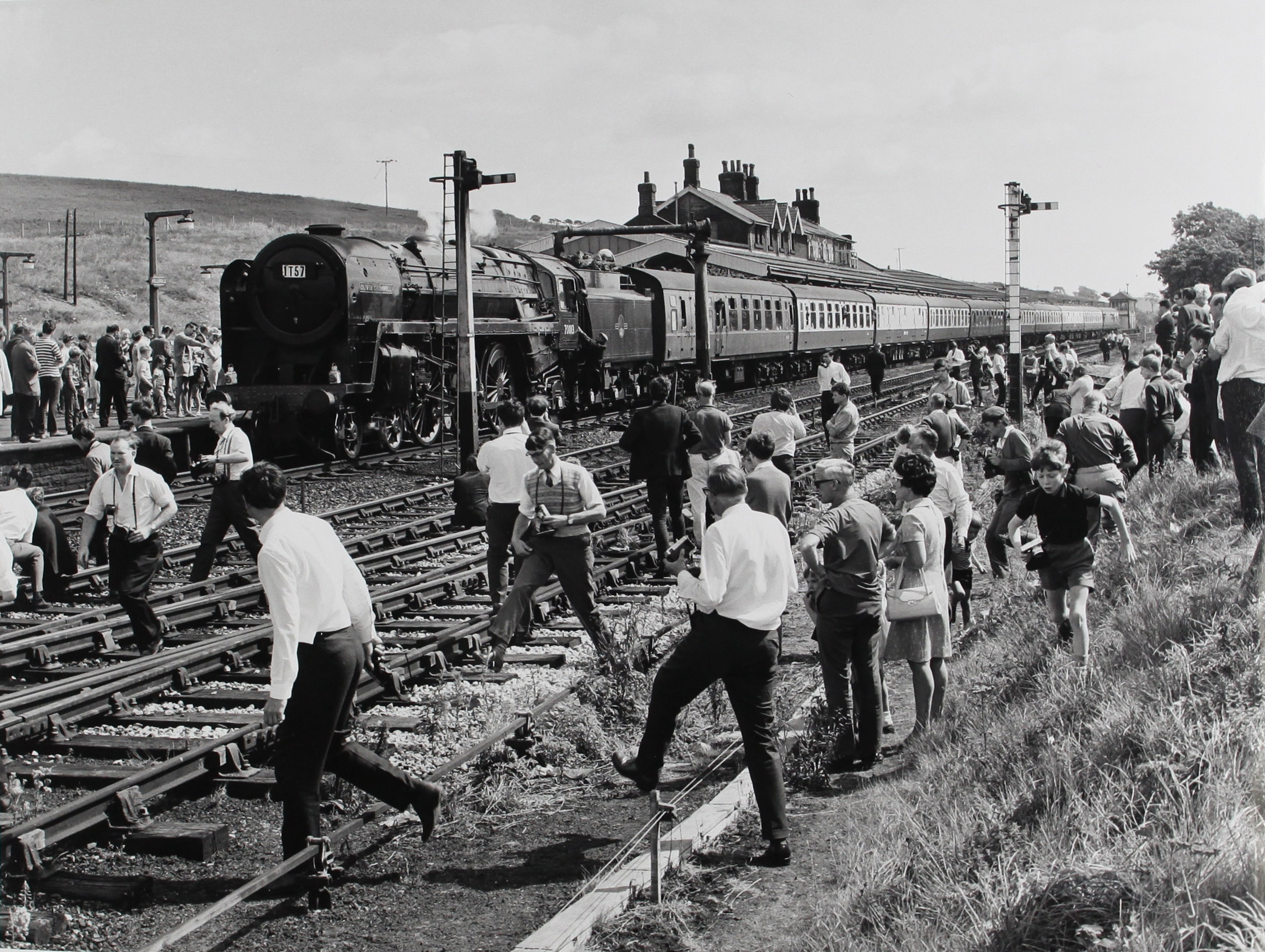
Letzter dampfbespannter Zug mit Lokomotive 70013 am 11. August 1968 in Hellifield

Verkehrsminister Ernest Marples ernannte den Physiker und Ingenieur Richard Beeching, der bereits ab 1. Juni 1961 Vorsitzender der BTC gewesen war, zum ersten Vorsitzenden der neuen Behörde. Beechings vordringlichste Aufgabe war die drastische Verringerung der immer größer werdenden Defizite. 1963 veröffentlichte er einen Bericht mit dem Titel The Reshaping of British Railways („Die Neuordnung der britischen Eisenbahnen“), die eine grundlegende Rationalisierung des Betriebs forderte.
Der Bericht kam zum Schluss, dass der größte Teil des Streckennetzes nur ein geringes Verkehrsaufkommen verzeichnete und wegen Unrentabilität stillgelegt werden sollte. Der sogenannten Beeching-Axt (engl. Beeching axe) fielen zwischen 1963 und 1973 6536 Kilometer Bahnstrecken zum Opfer, allein 1964 wurden 1701 Kilometer stillgelegt. Darüber hinaus wurden 2363 Bahnhöfe geschlossen. Der Bericht schlug auch die Elektrifizierung einiger Hauptstrecken vor. Darüber hinaus gab es erste Versuche mit kombiniertem Ladungsverkehr.
1965 veröffentlichte Beeching einen zweiten – weniger bekannten – Bericht namens The Development of the Major Railway Trunk Routes („Die Entwicklung der wichtigsten Haupteisenbahnstrecken“), auch als Beeching II bekannt. Dieser bestimmte Strecken, in die weiterhin investiert werden sollte. Er kam auch zum Schluss, dass alle Strecken, die nicht wichtige Städte miteinander verbanden oder den Vorortsverkehr in den Ballungszentren sicherstellten, keine Zukunft mehr hätten und früher oder später stillgelegt werden sollten. Wäre dieser Plan umgesetzt worden, so wäre das Streckennetz auf etwas mehr 11 000 km geschrumpft und in weiten Teilen des Landes hätte es überhaupt keinen Schienenverkehr mehr gegeben.
In den frühen 1960er Jahren begann die Außerdienststellung der jüngeren Dampflokomotiven, von denen einige nicht einmal zehn Jahre alt waren. Zahlreiche neue Baureihen von Diesellokomotiven und -triebwagen wurden eingeführt. Die größere Verfügbarkeit und Zuverlässigkeit der neuen Fahrzeuge, verbunden mit dem geringeren Bedarf an Rollmaterial aufgrund der Beeching-Streckenstilllegungen, führten dazu, dass der Fuhrpark von BR bedeutend verringert werden konnte. Allerdings beging man dabei wieder Fehler. Beispielsweise behielt man die Saugluftbremse bei, obwohl der Zeitpunkt für die Umstellung auf die Druckluftbremse wegen des Fahrzeugaustausches im großen Stil günstig gewesen wäre.
Ab 1963 wurden auf den Hauptstrecken in großem Stil Dieselloks eingesetzt und 1966 war die Western Region die erste dampffreie Betriebsregion. Der letzte dampfbespannte Zug von British Rail verkehrte am 11. August 1968. Einzige Ausnahme war die kurze schmalspurige Vale of Rheidol Railway bei Aberystwyth in Wales, auf der bis zum Verkauf der Strecke durch BR 1989 Dampflokomotiven verkehrten. 1965 erhielt die Gesellschaft die neue Bezeichnung British Rail und ein neues Doppelpfeil-Logo, um das Eisenbahnwesen als Ganzes zu repräsentieren.
Zwischen 1958 und 1974 wurde die West Coast Main Line etappenweise elektrifiziert. Als Standard für neue Elektrifizierungen nördlich von London wurde das französische Stromsystem gewählt, 25 kV Wechselspannung bei 50 Hz mit Oberleitung, obwohl BR ein Jahrzehnt zuvor bereits einzelne Strecken mit 1500 V Gleichspannung und Oberleitung elektrifiziert hatte. Zahlreiche Vorortsstrecken um London und Glasgow wurden ebenfalls auf elektrischen Betrieb umgestellt. In der Southern Region blieb allerdings das abweichende Stromsystem der alten Southern Railway mit 750 V Gleichspannung und seitlichen, von oben bestrichenen Stromschienen bestehen, das neu bis an die Küste von Kent und Dorset reichte.

### HST und APT (1970–1979)

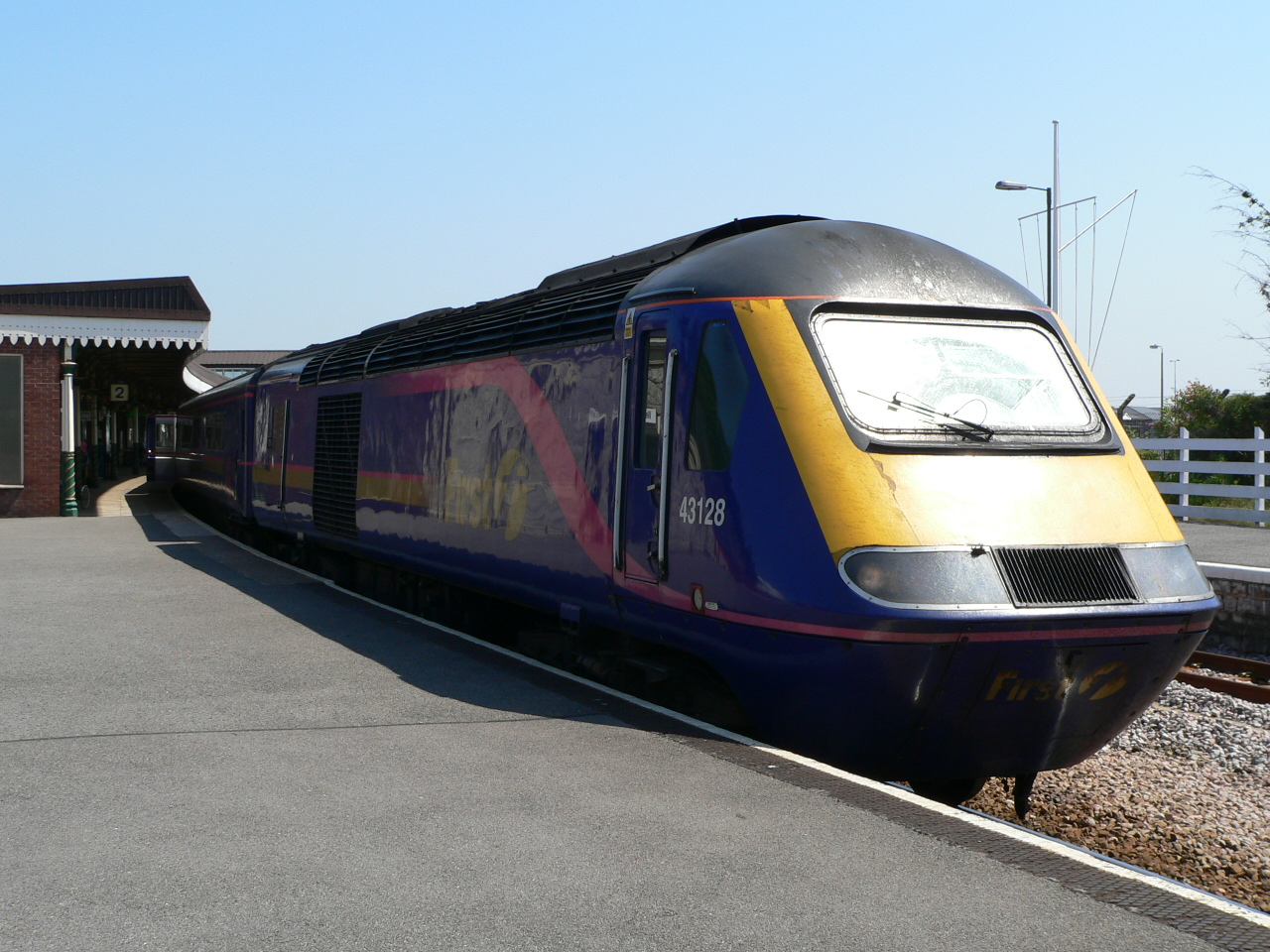
High Speed Train

Die Wartung von Rollmaterial und Gleisanlagen wurde 1970 in ein neu gegründetes Unternehmen namens British Rail Engineering Limited (BREL) ausgelagert. 1973 führte BR das neue computergestützte Managementsystem TOPS ein, um die Wartungsinformationen zu vereinheitlichen. Aus diesem Grund mussten sämtliche Lokomotiven und Triebwagen umnummeriert werden. Wagen behielten ihre ursprüngliche Nummerierung, wurden aber nach Wagentyp klassifiziert. Lokomotiven und Triebwagen erhielten auch die heute für die britische Eisenbahn typische leuchtend-gelbe Warnmarkierung der Stirnfronten, um die Sicherheit der Bau- und Unterhaltungsmitarbeiter zu erhöhen.
1976 kamen auf der Great Western Main Line erstmals erfolgreich Hochgeschwindigkeits-Dieselzüge vom Typ High Speed Train (HST) zum Einsatz. Diese verkehrten unter der Zuggattung InterCity, unter der seit Anfang der 1960er Jahre alle schnellen Züge bei der BR firmierten. Dadurch konnte BR die Fahrgastzahlen spürbar erhöhen und seine finanzielle Situation verbessern. BR begann auch mit der Entwicklung des weltweit ersten Triebzuges mit Neigetechnik, dem Advanced Passenger Train (APT). BR verfolgte das Projekt allerdings ab den frühen 1980er Jahren nicht mehr weiter. Gründe waren Geldmangel, politischer Druck und die Tatsache, dass der Prototyp im fahrplanmäßigen Verkehr eingesetzt worden war, bevor die technischen Probleme vollständig gelöst waren.

### Aufteilung in Sektoren (1980–1994)

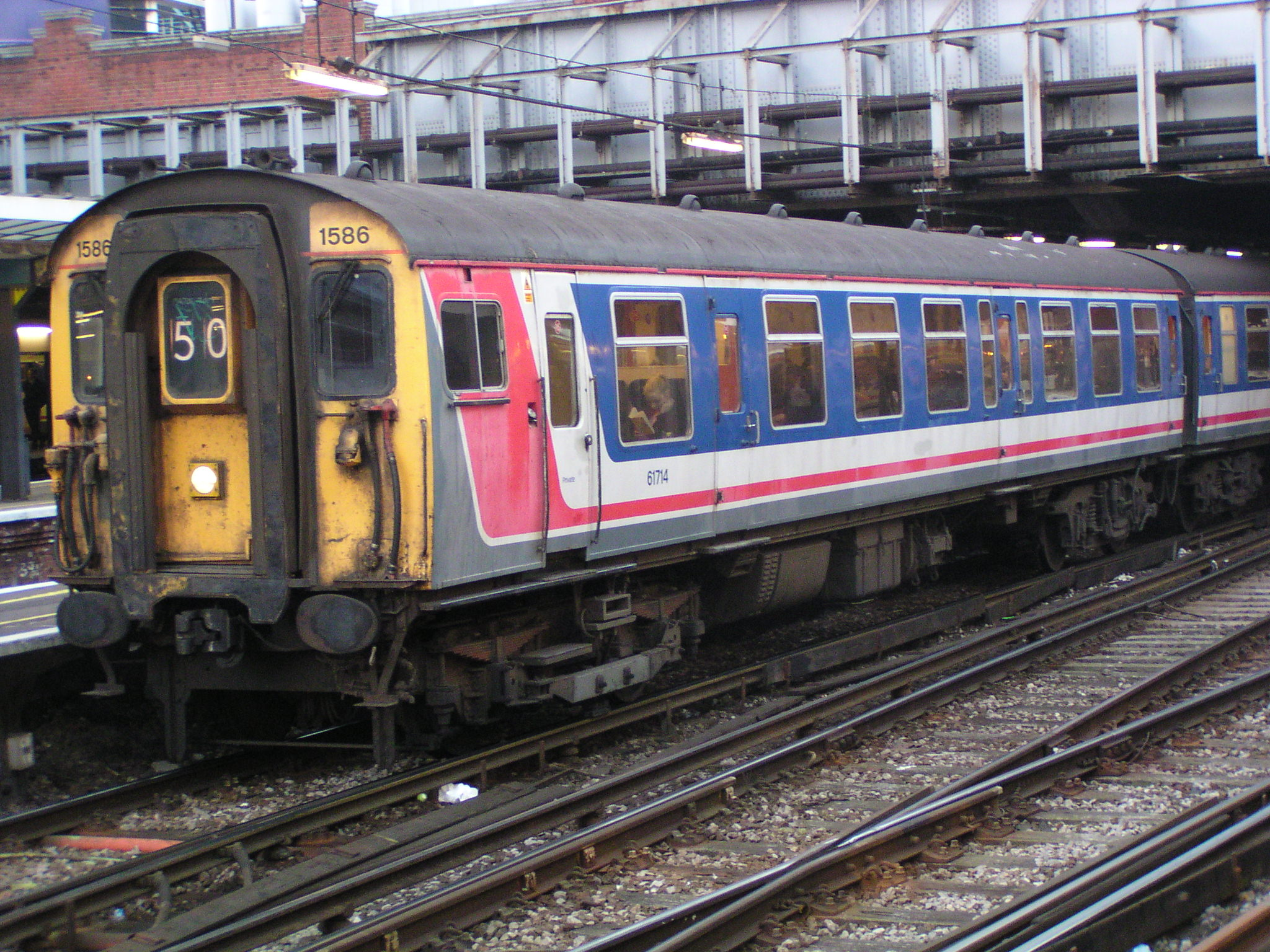
Elektrotriebwagen der Baureihe 411 mit Network SouthEast-Lackierung

In den 1980er Jahren löste BR die Betriebsregionen auf und führte eine neue Unternehmensstruktur mit Sektoren ein. Der Personenverkehr wurde in InterCity (Schnellzüge), Network SouthEast (Vorortsverkehr London) und Regional Railways (Regionalverkehr) aufgeteilt. Trainload Freight übernahm den Wagenladungsverkehr, Freightliner den kombinierten Ladungsverkehr, Rail Express Systems die Beförderung von Paketen und Railfreight Distribution den übrigen Güterverkehr. Dabei wurde im Bereich des stark reduzierten Wagenladungsverkehrs 1984 der Betrieb von Rangierbahnhöfen aufgegeben. 1988 erfolgte die Aufteilung des ausgelagerten Infrastruktur- und Wartungsunternehmens BREL in zwei weitere Unternehmen: Während British Rail Maintenance Limited im Besitz von BR blieb, wurde British Rail Engineering für eine allfällige spätere Privatisierung vorbereitet.
Die konservative Regierung von Margaret Thatcher prüfte die Möglichkeit weiterer umfangreicher Streckenstilllegungen im Stile der Beeching-Axt. 1983 veröffentlichte Sir David Serpell, der mit Richard Beeching zusammengearbeitet hatte, den Serpell-Bericht, die weitere Rationalisierungen im Streckennetz forderte. Der Bericht stieß auf heftigen politischen Widerstand und wurde rasch zurückgezogen.
Zur Überraschung vieler beschloss die eigentlich als bahnfeindlich geltende Thatcher-Regierung 1985 die Elektrifizierung der East Coast Main Line. Die Umstellung auf dieser bedeutenden Strecke konnte 1990 abgeschlossen werden. Auf regionaler Ebene verwirklichte auch Network SouthEast einige Elektrifizierungsprojekte, darunter auf der Midland Main Line nordwärts bis nach Bedford. Das Gleichstromnetz im Süden erreichte Hastings und Weymouth. Nach der Wiedereröffnung des Snow-Hill-Tunnels im Zentrum Londons wurde 1988 das neue Angebot Thameslink eingeführt. Die umfassend modernisierte Chiltern Main Line zwischen London und Birmingham konnte 1987 wieder für den Schnellzugverkehr freigegeben werden, was auf großen Zuspruch stieß.
Die Streckenlänge der British Rail (ohne Nordirland) belief sich am 31. März 1991 auf 16.584 km, davon waren 4912 km elektrifiziert. Der Fahrzeugbestand setzte sich aus 6425 Triebfahrzeugen, 12 451 Personenwagen und 21 000 Güterwagen zusammen. Von den Triebfahrzeugen waren 2539 elektrische Triebwagen, 260 elektrische Lokomotiven und 1752 Diesellokomotiven. Der BR gehörten zudem 197 Hochgeschwindigkeitszüge. British Rail gab 1991 eine Beförderungsleistung von 731,4 Millionen Fahrgästen an, sowie ein Frachtaufkommen von 134,8 Millionen Tonnen.

### Privatisierung (1994–1997)
In den 1980er Jahren hatte die Regierung Thatchers beinahe alle ehemaligen Staatsbetriebe verkauft, mit Ausnahme des Schienennetzes. In ihrem Manifest für die Unterhauswahlen 1992 verpflichtete sich die Conservative Party, die Eisenbahnen zu privatisieren, legte jedoch keine spezifische Vorgehensweise fest. Die Konservativen gewannen überraschend die Wahlen und waren gezwungen, rasch eine Gesetzesvorlage auszuarbeiten, um sie im darauf folgenden Jahr im Parlament zu präsentieren. Das Management von British Rail setzte sich vehement dafür ein, das Unternehmen als Ganzes zu privatisieren und es in eine Aktiengesellschaft umzuwandeln. Premierminister John Major bevorzugte ein ähnliches Modell wie bei den ehemaligen „Großen Vier“ vor 1948. Schließlich setzte sich die Treasury durch, die eine Aufteilung in sieben (später 25) Franchisen forderte, um den Gewinn zu maximieren.
Mit dem Railways Act 1993, der am 1. April 1994 in Kraft trat, wurde British Rail in über 100 verschiedene Unternehmen aufgeteilt. Es gab einige regulatorische Mechanismen: So mussten Verträge für die Benutzung der Eisenbahninfrastruktur vom Office of Rail Regulation genehmigt werden. Die einzelnen Strecken wurden zu regionalen Gruppen zusammengefasst und als Konzessionen ausgeschrieben, um die sich Privatunternehmen bewerben konnten. Meist machten Busunternehmen von dieser Möglichkeit Gebrauch. Um weiterhin ein einheitliches Tarifsystem zu gewährleisten, entstand die Marketinggesellschaft National Rail. 1997 war der Privatisierungsprozess abgeschlossen.

### Entwicklung ab 1998
Die Privatisierung brachte nicht überall den gewünschten Erfolg. Zwar stieg die Anzahl der beförderten Reisenden, doch die erhofften Preissenkungen blieben weitgehend aus. Vielmehr wurden die Preise massiv erhöht. Der Güterverkehr hat zwar auch zugenommen, doch wird darüber gestritten, ob dies der Privatisierung zu verdanken ist oder doch eher dem allgemeinen Wirtschaftswachstum.
Die gesamte Bahninfrastruktur wurde von der privaten Gesellschaft Railtrack übernommen. Die Instandhaltung der Anlagen wurde aus Kostengründen vernachlässigt, wichtige Investitionen wurden aus kurzfristigem Profitdenken gestrichen. Aufgrund zahlreicher Pannen und tödlicher Unfälle, unter denen der Unfall bei Hatfield (Hertfordshire) 2000 international für Schlagzeilen sorgte, entstand der Eindruck, dass die privatisierten britischen Eisenbahnen unsicher seien. Railtrack konnte ihren Aktionären keine Dividende mehr auszahlen und musste 2002 den Bankrott erklären. Ein Jahr später übernahm die öffentlich-rechtliche und explizit nicht auf Gewinnmaximierung ausgerichtete Gesellschaft Network Rail die Verantwortung über die technischen Anlagen.
Der Transport Act 2000 löste den British Railways Board auf und verteilte seine Aufgaben auf andere Stellen. Nicht alle Bereiche von British Rail beschränkten sich auf den reinen Bahnbetrieb und sind deshalb von der Privatisierung nicht erfasst worden:
Die British Transport Police (BTP) ist heute noch für die polizeiliche Arbeit auf dem Netz von National Rail und von London Underground zuständig. Für die BTP gemeinsam verantwortlich sind das Department for Transport (DfT), die schottische Regierung und das walisische Parlament. Zusammen mit Vertretern von Fahrgast- und Industrieverbänden bilden sie die British Transport Police Authority.
Nachfolger der Immobilienverwaltung von British Rail (BR Property Board) ist die BRB (Residuary) Limited. Sie verwaltet die übrig gebliebenen Grundstücke, Gebäude und Verbindlichkeiten, die nicht von der Privatisierung betroffen waren. Die Aufsicht erfolgt durch das DfT.
Mit dem Inkrafttreten des Railways Act 2005 wurde die Strategic Rail Authority wieder aufgelöst und ihre Aufgaben an die Schienenverkehrsabteilung des Department for Transport übertragen.

## Tochtergesellschaften

Logo von BR Research Division

Logo von Seaspeed

Folgende Tochtergesellschaften gehörten zur British Rail:
- British Rail Engineering Ltd
- British Rail Research Division
- British Transport Hotels
- Seaspeed (Luftkissenfahrzeuge)
- Sealink (Fährschiffe)
- Red Star Parcels (Paketpost)